# Fran Supayabe
Fran Geral Supayabe Alpiri (Santa Cruz de la Sierra, 12 de enero de 1996) es un futbolista boliviano. Juega como defensa en The Strongest de la Primera División de Bolivia.

## Trayectoria

### Guabirá

#### Temporada 2015-16
El 20 de agosto de 2016 debutó en Primera División, en la victoria por 2-1 ante Nacional Potosí.

## Estadísticas

### Clubes
| Club              | Div.          | Temporada     | Liga  | Liga  | Internacional | Internacional | Total | Total | Total |
| Club              | Div.          | Temporada     | Part. | Goles | Part.         | Goles         | Part. | Goles |       |
| ----------------- | ------------- | ------------- | ----- | ----- | ------------- | ------------- | ----- | ----- | ----- |
| Guabirá · Bolivia | 1.ª           | 2016-17       | 20    | 1     | —             | —             | 20    | 1     |       |
| Guabirá · Bolivia | 1.ª           | 2018          | 23    | 1     | —             | —             | 23    | 1     |       |
| Guabirá · Bolivia | 1.ª           | 2019          | 34    | 0     | 1             | 0             | 35    | 0     |       |
| Guabirá · Bolivia | 1.ª           | 2020          | 20    | 1     | —             | —             | 20    | 1     |       |
| Guabirá · Bolivia | 1.ª           | 2021          | 27    | 0     | 7             | 0             | 34    | 0     |       |
| Guabirá · Bolivia | 1.ª           | 2022          | 36    | 2     | 2             | 0             | 38    | 2     |       |
| Total club        | Total club    | Total club    | 150   | 5     | 10            | 0             | 160   | 5     |       |
| Total carrera     | Total carrera | Total carrera | 160   | 5     | 10            | 0             | 170   | 5     |       |
| 1. 2.             |               |               |       |       |               |               |       |       |       |